# George Nichols (boxe anglaise)
Pour les articles homonymes, voir George Nichols et Nichols.
George Nichols est un boxeur américain né le 10 juillet 1907 à Sandusky, Ohio, et mort en 1986.

## Carrière
Passé professionnel en 1921, il remporte le titre vacant de champion du monde des poids mi-lourds de la National Boxing Association (NBA, ancêtre de la WBA) le 18 mars 1932 en battant aux points en 10 rounds Dave Maier. Nichols est destitué le 17 décembre 1932 sans avoir remis sa ceinture en jeu. Il met un terme à sa carrière en 1939 sur un bilan de 94 victoires, 34 défaites et 11 matchs nuls.

## Référence
1. ↑  (en) George Nichols vs. Dave Maier II (boxrec.com)